# Adrienne Ames

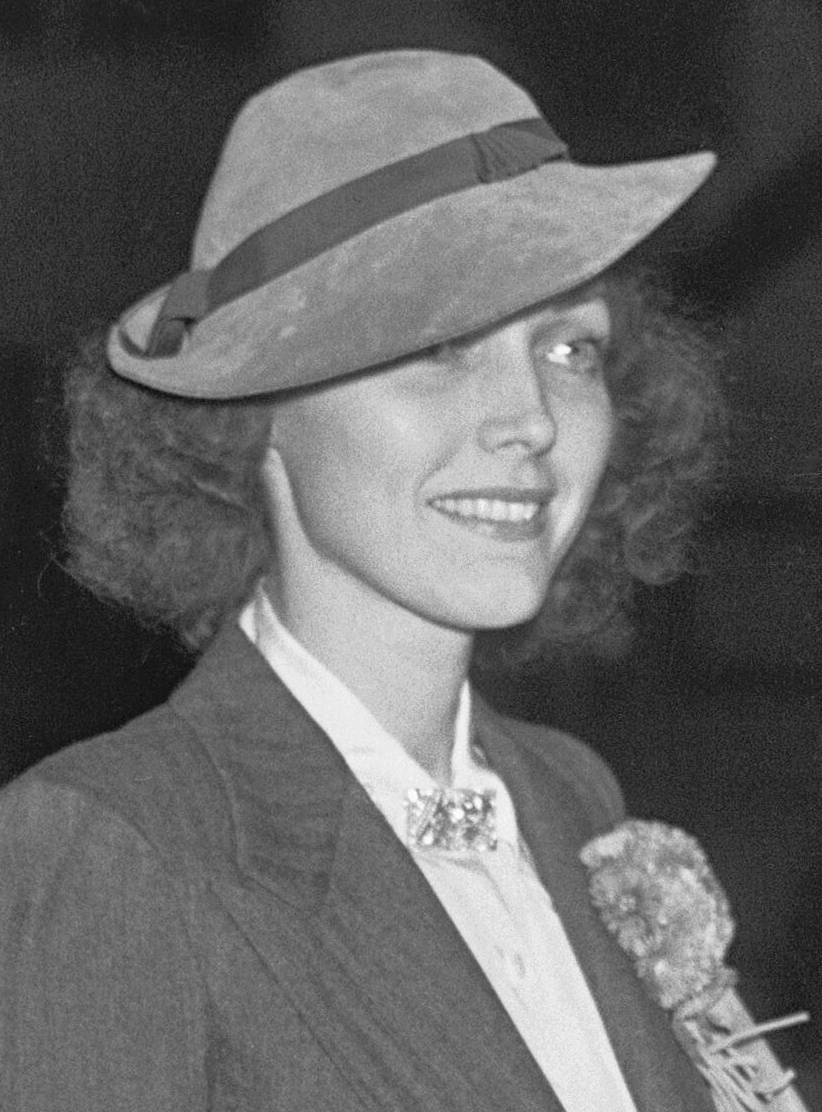
Adrienne Ames (1936)

Adrienne Ames (gebürtig Ruth Adrienne McClure; * 3. August 1907 in Fort Worth, Texas; † 31. Mai 1947 in New York) war eine US-amerikanische Filmschauspielerin.

## Leben
Ames wurde als Tochter von Samuel Hugh und Flora Parthenia McClure in Fort Worth in Texas geboren. Dort besuchte sie zusammen mit ihrer Schwester, der Schauspielerin Gladys Ethel McClure (alias Linda Marsh), die Tenth Ward School. Im Alter von 16 Jahren heiratete sie Derward Dumont Truax, aus deren Ehe eine Tochter stammt. Nach ihrer Scheidung zog sie nach Beverly Hills in Kalifornien, wo sie von einem Talentsucher von Paramount entdeckt wurde; sie unterzeichnete sofort einen Vertrag, ohne je an einem Vorsprechen teilgenommen zu haben. Zu dieser Zeit lebte sie mit ihrer Schwester zusammen, die ihr gefolgt war.
Ames Filmkarriere startete im Jahr 1927 als Stand-in für Pola Negri in dem Stummfilm Hotel Stadt Lemberg; kleinere Nebenrollen in Stummfilmen folgten. Mit der Erfindung des Tonfilms wuchs ihre Popularität und sie verkörperte oft Frauen der Gesellschaft und wirkte in Musicals mit. In den 1930er Jahren spielte sie in 30 Filmen mit. Ihren größten Erfolg feierte sie 1934 in dem Film George White’s Scandals, in dem Alice Faye ihr Debüt hatte.
Als Auszeichnung für ihre Darstellungen erhielt Ames einen Stern auf dem Hollywood Walk of Fame in der 1612 Vine Street. Ende der 1930er Jahre nahm ihre Popularität allerdings ab und sie zog sich 1939 aus dem Filmgeschäft zurück. Danach wurde sie zu einer Größe im New Yorker Radio.
Adrienne Ames war insgesamt dreimal verheiratet; mit dem Ölarbeiter Derward Dumont Truax, mit dem Börsenhändler Stephen M. Ames (1929–1933) und mit dem Schauspieler Bruce Cabot (1933–1935). Sie starb im Alter von 39 Jahren an Krebs und wurde auf dem historischen Oakwood Cemetery, neben ihrer Schwester, in Fort Worth beigesetzt.

## Filmografie
- 1929: Cilly (Sally)
- 1931: The Road to Reno
- 1931: Verhängnis eines Tages (24 Hours)
- 1931: Girls About Town
- 1931: Working Girls
- 1931: Husband’s Holiday
- 1932: Two Kinds of Women
- 1932: Sinners in the Sun
- 1932: Guilty as Hell
- 1932: The Death Kiss
- 1933: Broadway Bad
- 1933: From Hell to Heaven
- 1933: Alles für das Kind (A Bedtime Story)
- 1933: Disgraced!
- 1933: The Avenger
- 1934: George White’s Scandals
- 1934: You’re Telling Me!
- 1935: Gigolette
- 1935: La Fiesta de Santa Barbara (Kurzfilm)
- 1935: Der rote Sultan (Abdul the Damned)
- 1935: Black Sheep
- 1935: Der Polizeibericht meldet … (Woman Wanted)
- 1935: Harmony Lane
- 1935: Der Mann, den niemand sah (Ladies Love Danger)
- 1938: City Girl
- 1938: Fugitives for a Night
- 1938: Slander House
- 1939: Panama Patrol
- 1939: Stunde Null (The Zero Hour)